# Calle 45 (estación)
La estación sencilla Calle 45 - American School Way hace parte del sistema de transporte masivo de Bogotá llamado TransMilenio, el cual fue inaugurado en el año 2000.

## Ubicación
La estación está ubicada en el nororiente de la ciudad, específicamente en la Avenida Caracas entre la calle 42 bis y la Avenida Francisco Miranda.
Atiende la demanda de los barrios Santa Teresita, Sucre y sus alrededores.
En las cercanías están el Centro Cultural Jorge Eliécer Gaitán, Compensar Calle 42, el Teatro Ditirambo, la mezquita Estambul, la Misión Especial de la Autoridad Palestina, la Universidad Piloto de Colombia, la Universidad Católica de Colombia, la Universidad Distrital Francisco José de Caldas , la sede de la Cadena Melodía de Colombia, la sede de Clínica Nueva & Clínica Palermo, en los institutos de idiomas Springfield y American School Way, la Parroquia Nuestra Señora del Carmen - Santa Teresita y la sede de Chapinero de la Universidad La Gran Colombia. También la usan alumnos de la Pontificia Universidad Javeriana.

## Origen del nombre
La estación recibe su nombre de la vía ubicada por la salida norte: la Calle 45, que también recibe el nombre de Avenida Francisco Miranda, es un importante eje vial de esta zona de la ciudad que va desde la carrera 5 hasta la Avenida NQS. Sin embargo, en el marco del plan que tiene la empresa TransMilenio para buscar aliados comerciales, al nombre de la estación se le añadió el texto «American School Way».

## Historia
En el año 2000 fue inaugurada la fase I del sistema TransMilenio, desde el Portal 80, hasta la estación Tercer Milenio, incluyendo la estación Calle 45 - American School Way. 
El día 9 de marzo de 2012, protestas manifestadas por jóvenes en su mayoría menores de edad en grupos de hasta 200, bloquearon en repetidas veces y hasta por 3 horas estaciones en la troncal Caracas. Las protestas dejaron destruida esta estación del sistema.
En 2015 es la segunda estación del sistema en instalar las puertas anticolados, para evitar que los usuarios ingresen a la estación sin pagar el pasaje y de esta manera arriesguen su vida.

## Servicios de la estación

### Servicios troncales
| Tipo                                | Rutas al Norte | Rutas al Sur |
| ----------------------------------- | -------------- | ------------ |
| Ruta fácil                          | 6 8            | 6 8          |
| Expresos todos los días todo el día | A60 B18 C15    | F60 H15 L18  |
| Expresos lunes a sábado todo el día | B23 B74 D20    | H20 J74 K23  |

### Esquema
| ← Norte      |         |              |           |          |
| Av. Calle 45 | 68      | B18B74D20    | A60B23C15 | Calle 42 |
|              | Vagón 3 | Vagón 2      | Vagón 1   |          |
| Av. Calle 45 | 68      | F60J74K23L18 | H15H20    | Calle 42 |
| Sur →        |         |              |           |          |

### Servicios urbanos
Así mismo funcionan las siguientes rutas urbanas del SITP en los costados externos a la estación, circulando por los carriles de tráfico mixto sobre la Avenida Caracas, con posibilidad de trasbordo usando la tarjeta TuLlave:
| Código | Sector              | Dirección                  | Rutas                           |
| ------ | ------------------- | -------------------------- | ------------------------------- |
| 083A00 | A Estación Calle 45 | Av. Calle 45 - Av. Caracas | 97 166 731A319A332G537H131      |
| 084A00 | A Estación Calle 45 | Av. Calle 45 - Av. Caracas | 97 166 193B C15C131K319K332     |
| 278A00 | A Barrio Sucre      | Av. Calle 45 - AK 13       | 18-3 97 166 731A319A332G537H131 |
| 277A00 | A Barrio Marly      | Av. Calle 45 - AK 13       | 97 166 193B C15C131K319K332     |

## Ubicación geográfica
| Noroeste: Teusaquillo         | Norte: A Marly  | Nordeste: Chapinero |
| Oeste: E Universidad Nacional |                 | Este: Chapinero     |
| Suroeste: Teusaquillo         | Sur: A Calle 34 | Sureste: Chapinero  |